# Henkes-Inseln
Die Henkes-Inseln (französisch Îlots Henkes) sind eine Inselgruppe vor der Westküste des westantarktischen Grahamlands. Sie umfassen mehrere kleine Inseln und Rifffelsen und erstrecken sich 1,5 km südwestlich von Avian Island und unmittelbar südlich der Adelaide-Insel über eine Länge von 3 km.
Teilnehmer der Fünften Französischen Antarktisexpedition (1908–1910) unter der Leitung Jean-Baptiste Charcots entdeckten sie. Charcot benannte sie nach dem aus Holland stammenden Augustus Henkes (1874–1954), einer der Direktoren der Walfanggesellschaft Compañía Ballenera Magallanes in Punta Arenas, die der Forschungsreise behilflich war. Charcot wandte die Benennung auf alle verstreuten Rifffelsen und Inseln zwischen Kap Adriasola und Kap Alexandra an. Heute beschränkt sich die Benennung auf die vom UK Antarctic Place-Names Committee festgelegte Ausdehnung, die auf Kartierungen durch den British Antarctic Survey von 1961 und der hydrographischen Vermessungseinheit der Royal Navy im Jahr 1963 basiert.